# ليبتوميسين
قالب:معرفات كيمبوكسقالب:خصائص كيمبوكسقالب:كيمبوكس المخاطر
الليبتوميسينات (بالإنجليزية: الليبتوميسينات (LMB)) هي نواتج أيضية ثانوية تنتجها متسلسلة (بكتيريا) تسمى ستربتوميسيس (spp).
تم اكتشاف الليبتوميسينات (LMB) في الأصل كمركب قوي مضاد للفطريات.  وجد أن الليبتوميسينات يسبب استطالة خلية الخميرة الانشطارية المسماة سكيراء الجعة (بالإنجليزية: Schizosaccharomyces pombe). منذ ذلك الحين، تم استخدام تأثير الاستطالة هذا للمقايسة الحيوية للبتوميسين. ومع ذلك، تظهر البيانات الحديثة أن الليبتوميسين بي يسبب توقف دورة الخلية G1 في خلايا الثدييات وهو عامل فعال مضاد للأورام، حيث عمل كمضاد لأورام الفئران التجريبية في العلاج المركب. 
ثبت أن الليبتوميسينات مثبط قوي ومحدد للتصدير النووي في الإنسان  والخميرة الانشطارية (S. pombe).  الكيلات الليبتوميسينات ويمنع (CRM1) (الكروموسومات منطقة الصيانة) / exportin 1 ( XPO1 )، وهو بروتين المطلوبة للتصدير النووي من البروتينات التي تحتوي على تسلسل التصدير النووي (NES)، من خلال الارتباط بالجليكوزيل و السيستين بقايا (السيستين 529 في S. pombe).  بالإضافة إلى الأنشطة المضادة للفطريات والبكتيريا، فإن الليبتوميسين بي يمنع دورة الخلية وهو عامل فعال مضاد للأورام . بتركيزات منخفضة النانومتر، الليبتوميسينات بي تحوي كتل تصدير النووي من العديد من البروتينات بما في ذلك HIV-1 القس، MAPK / ERK، و NF كيلوبايت / IκB، ويحول دون تثبيط البروتين p53 .  يمنع الليبتوميسينات أيضًا تصدير وترجمة العديد من حمض نووي ريبوزي (RNAs، بما في ذلك COX-2 وc-Fos mRNAs، عن طريق تثبيط تصدير البروتينات النووية .[بحاجة لمصدر]
تم اكتشاف ليبتوميسين أ (بالإنجليزية:Leptomycin A (LPA)) مع الليبتوميسينات بي، بحيث أن الليبتوميسينات بي هو ضعف قوة (LPA). 

## روابط خارجية
- leptomycin+B في المكتبة الوطنية الأمريكية للطب نظام فهرسة المواضيع الطبية (MeSH).

- نسخ البيانات الأصلية بإذن من صفحة منتج الشركة المصنعة لـ الليبتوميسينات ( Fermentek ).